# Carlo Mazzacurati

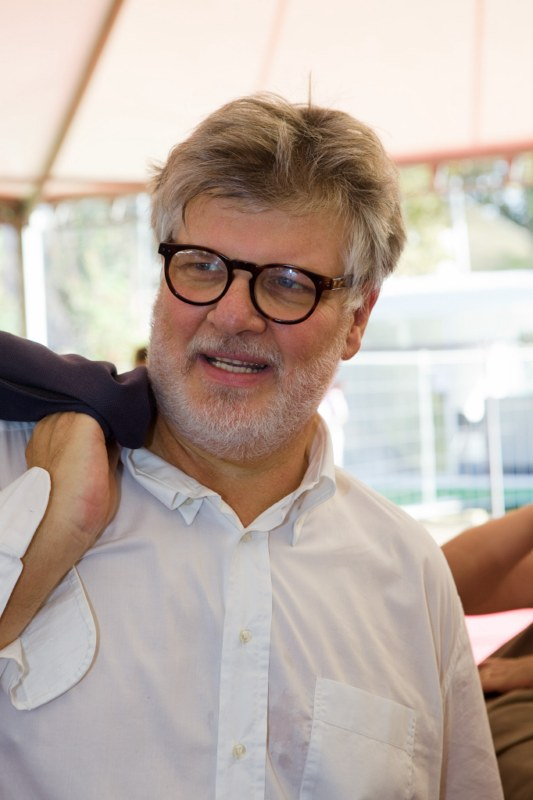
Carlo Mazzacurati, 2012

Carlo Mazzacurati (* 2. März 1956 in Padua; † 22. Januar 2014 in Monselice) war ein italienischer Filmregisseur.

## Leben
Mazzacurati schloss an der Universität Bologna in Literaturwissenschaften ab und betätigte sich in einem Filmclub seiner Heimatstadt als Animator. 1979 legte er sein Regiedebüt vor, den kurzen Vagabondi. Acht Jahre später folgte sein erster Langfilm, Notte italiana, mit dem er sich sofort als gefragter Regisseur des neuen italienischen Films etablieren konnte. 1989 folgte nach dem Roman von Goffredo Parise Il prete bello, der das Thema der Exkommunikation beleuchtete. Andere Themen folgender Filme waren der Zusammenbruch der kommunistischen Systeme in Osteuropa, die Einstellung zum Konsumismus und die Entwicklung der Industriegesellschaft, die er in manchmal komödiantischer Form unterhaltsam auf die Leinwand zu bringen wusste; immer arbeitete Mazzacurati nach eigenem Drehbuch. Gelegentlich war er als Autor oder Darsteller für die Filme anderer tätig.
1994 erhielt Il toro den Goldenen Löwen; etliche seiner Filme nahmen als italienische Beiträge an Festivals und Festspielen teil.

## Filmografie (Auswahl)

### Regie, Buch
- 1987: Die Nacht kennt keine Zeugen (Notte italiana)
- 1992: Ein anderes Leben (Un’altra vita)
- 1997: Der Sommer nach der Prüfung (L’estate di Davide)
- 2010: 6 x Venedig (Sei Venezia) (Dokumentarfilm)

### Drehbuch
- 1984: Der Diamantenbaum (L’albero dei diamanti)